# Friedrich Sieber (Maler)
Friedrich Sieber (* 15. Dezember 1925 in Reichenberg, Tschechoslowakei; † 29. August 2002) war ein deutscher Maler und Künstler.

## Leben
Ab 1950 studierte er an der Stuttgarter Kunstakademie. Sein damaliger Lehrer, auf den er sich besonders beruft, war Professor Manfred Henninger.
1956 gründete er zusammen mit Georg Karl Pfahler, Günther C. Kirchberger und Attila Biró die Gruppe 11, die sich an Action Painting und Informel orientierte. Anfang der 1960er Jahre wandte er sich von Informel ab und fand zu einer Formensprache, die konstruktive Elemente mit solchen der Farbfeldmalerei verband.